# 문주원
문주원(한국 한자: 文周元, 1983년 5월 8일 ~ )은 대한민국의 축구 선수이다.

## 선수 경력
문주원은 2006년에 대구 FC에 입단하면서 프로 경력을 시작하였다. 그 후 2009년에 대구 FC에서 강원 FC로 이적하였다. 문주원은 2009년 4월 8일에 벌어진 대구 FC와의 리그컵 경기에서 경기시작 1분만에 득점을 하여 2009시즌의 최단시간 골로 기록되었다. 이 골은 2009년 7월 11일에 FC 서울의 정조국이 인천 유나이티드와의 경기에서 58초 만에 골을 기록하면서 깨지고 말았다.
2010년 1월, 일본 J2리그의 사간 도스로 이적하였다.

## 클럽 통계
2009년 11월 1일 기준
| 클럽     | 클럽     | 클럽     | 리그 | 리그 | 컵            | 컵            | 리그컵 | 리그컵 | 총계 | 총계 |
| 시즌     | 클럽     | 리그     | 출장 | 득점 | 출장          | 득점          | 출장   | 득점   | 출장 | 득점 |
| 대한민국 | 대한민국 | 대한민국 | 리그 | 리그 | 대한민국 FA컵 | 대한민국 FA컵 | 리그컵 | 리그컵 | 합계 | 합계 |
| -------- | -------- | -------- | ---- | ---- | ------------- | ------------- | ------ | ------ | ---- | ---- |
| 2006     | 대구 FC  | K-리그   | 10   | 1    | 2             | 0             | 9      | 0      | 21   | 1    |
| 2007     | 대구 FC  | K-리그   | 12   | 1    | 2             | 0             | 6      | 0      | 20   | 1    |
| 2008     | 대구 FC  | K-리그   | 17   | 2    | 1             | 0             | 9      | 0      | 27   | 2    |
| 2009     | 강원 FC  | K-리그   | 9    | 0    | 0             | 0             | 3      | 1      | 12   | 1    |
| 총 계    | 총 계    | 총 계    | 48   | 4    | 5             | 0             | 27     | 1      | 80   | 5    |